# Stor lysmask
Stor lysmask eller vanlig lysmask (Lampyris noctiluca) är en skalbagge i familjen lysmaskar. Arten uppvisar en tydlig sexuell dimorfism. Hanen är bevingad, med bruna täckvingar, medan honan är larvformad, saknar vingar och är ofta dubbelt så stor som hanen, upp till 25 millimeter långa.
Dessa skalbaggar använder sig av bioluminescens för att locka till sig en partner. De vuxna honorna är mest kända för sin lysförmåga, även om alla stadier av deras livscykel kan lysa.

## Systematik
Stor lysmask är typart för släktet Lampyris och familjen Lampyridae.

## Utseende

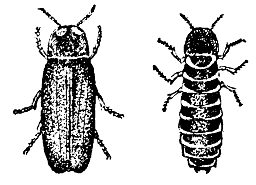
Hane till vänster, hona till höger.

Hanen är omkring 12 mm lång, med gråbruna täckvingar och grågul, i mitten mörkare halssköld. Ögonen är mycket stora. Den lyser själv endast svagt, men låter locka sig av skenet från en lampa att under de mörka augustikvällarna flyga in genom ett öppet fönster. Honans ansenligt starkare lysförmåga är alltså ett medel att locka till sig hanen. Honan, som är något större, saknar varje spår av vingar och är också gråbrun, utom på buksidan av bakkroppens sista leder, där en gul färg utmärker det område från vilket ljuset utstrålar. Detta område är begränsat till bukplåtarna av de 2 näst sista lederna. De lyser i sin helhet, men betydligt starkare från två runda fläckar på vardera leden, vilka börjar lysa först och slutar sist. Ljuset är till färgen gröngult, likt det som kommer från brinnande fosfor. 
Den sexbenta larven, som till kroppsformen är ganska lik den vuxna honan, är svart med gula bakhörn på de platta lederna. Den lyser från samma delar som honan, fast mycket svagare.

## Utbredning
Utbredningen sträcker sig från Portugal och Irland i väster, över Europa, Afrika och Asien till Kina i öster. Den överlever också längre norrut än någon annan lysmask och når nästan norra polcirkeln. Den förekommer inte i Nordamerika, Sydamerika, Sydasien, Australien och Antarktis.

### Förekomst i Sverige
Den är ganska vanlig i södra Sverige och förekommer även i sydvästra Finland. Mot norr blir den mindre vanlig, men förekommer åtminstone så långt norrut som Medelpad. 

## Ekologi
Den lysande honan sitter vanligen stilla på ett gräsblad en bit ovanför marken och vrider på spetsen av bakkroppen så att ljuset inte skyms av gräsbladet. Lysmasken lever på gräsbevuxna marker. De föredrar gammal gräsmark, särskilt på kalkstensjordar. De finns också i skogsbryn, utmed häckar och på hedar. Larverna lever på skyddade platser – under stenar och grenar, men kryper över olika terräng. Dess föda utgörs av sniglar. 

## Namn
Artepitetet i det vetenskapliga namnet är sammansatt av de latinska orden nox/noctis som betyder "natt" och lucere som betyder "lysande".

### Dialektala namn
| Namn      | Trakt             |
| --------- | ----------------- |
| Glismask  | Småland, Blekinge |
| Glisemark | Skåne             |
| Glysmask  | Västergötland     |
| Lusmark   | Västergötland     |